# Pristimantis proserpens
Pristimantis proserpens es una especie de anfibio anuro de la familia Craugastoridae.

## Distribución
Esta especie habita entre los 1 550 y 2 622 m sobre el nivel del mar en la vertiente oriental de la Cordillera Oriental, en la Cordillera de Cutucù y la Cordillera del Cóndor:
- en Ecuador en las provincias de Morona-Santiago, Loja y Zamora-Chinchipe;
- en Perú en la provincia de Condorcanqui en la región de Amazonas.[4]

## Descripción
Los machos miden de 15.2 a 21.0 mm y las hembras de 20.2 a 23.5 mm.

## Publicación original
- Lynch, 1979 : Leptodactylid frogs of the genus Eleutherodactylus from the Andes of southern Ecuador. Miscellaneous Publication, Museum of Natural History, University of Kansas, n.º 66, p. 1-62[5]